# 張清 (宣德進士)
張清 （1409年—1468年），字子澄，四川重慶府巴縣人，民籍，明朝政治人物。

## 生平
四川鄉試第二十一名舉人，宣德五年（1430年）中式庚戌科會試第八十六名，三甲第二十三名進士。官至浙江左布政使。

## 家族
曾祖張元慶；祖父張英；父張文聰，母陳氏。具慶下。弟張深、張濬。